# Ronde van Spanje 2014/Eenentwintigste etappe
De eenentwintigste en laatste etappe van de Ronde van Spanje 2014 werd gereden op 14 september 2014. Het was een korte tijdrit over 10 km in Santiago de Compostella. De Italiaan Adriano Malori was de snelste. Er wijzigde niets wezenlijks meer aan het algemeen klassement.

## Ritverslag
Tijdens deze korte tijdrit, die gedeeltelijk in slechte weersomstandigheden verliep, namen de leiders in het klassement geen risico's. Alberto Contador eindigde daardoor slechts op de 101e plaats, maar dat had geen invloed op zijn eindoverwinning. Adriano Malori had het geluk een volledig droog parcours af te leggen en mocht de ritoverwinning op zijn naam schrijven.

## Uitslagen
| Rituitslag |                   |                         |        |
| Plaats     | Naam              | Ploeg                   | Tijd   |
| Winnaar    | Adriano Malori    | Team Movistar           | 11'12" |
| 2          | Jesse Sergent     | Trek Factory Racing     | + 8"   |
| 3          | Rohan Dennis      | BMC Racing Team         | + 9"   |
| 4          | Vasil Kiryjenka   | Team Sky ProCycling     | + 17"  |
| 5          | Jimmy Engoulvent  | Team Europcar           | + 18"  |
| 6          | Sergej Chernetski | Team Katjoesja          | z.t.   |
| 7          | Maciej Bodnar     | Cannondale              | z.t.   |
| 8          | Aleksej Loetsenko | Astana Pro Team         | z.t.   |
| 9          | Jasper Stuyven    | Trek Factory Racing     | + 19"  |
| 10         | Damien Gaudin     | Trek Factory Racing     | z.t.   |
|            |                   |                         |        |
| 26         | Wout Poels        | Omega Pharma-Quick-Step | + 47"  |

| Algemeen Klassement |                    |                            |           |
| Plaats              | Naam               | Ploeg                      | Tijd      |
| Rode trui           | Alberto Contador   | Tinkoff-Saxo               | 81u25'05" |
| 2                   | Chris Froome       | Team Sky ProCycling        | + 1'10"   |
| 3                   | Alejandro Valverde | Team Movistar              | + 1'50"   |
| 4                   | Joaquím Rodríguez  | Team Katjoesja             | + 3'25"   |
| 5                   | Fabio Aru          | Astana Pro Team            | + 4'48"   |
| 6                   | Samuel Sánchez     | BMC Racing Team            | + 9'30"   |
| 7                   | Daniel Martin      | Garmin Sharp               | + 10'38"  |
| 8                   | Warren Barguil     | Team Giant-Shimano         | + 11'50"  |
| 9                   | Damiano Caruso     | Cannondale                 | + 12'50"  |
| 10                  | Daniel Navarro     | Cofidis, Solutions Crédits | + 13'02"  |
|                     |                    |                            |           |
| 14                  | Wilco Kelderman    | Belkin-Pro Cycling Team    | + 25'04"  |
| 16                  | Maxime Monfort     | Lotto Belisol              | + 29'52"  |

| Puntenklassement |                    |                         |        |
| Plaats           | Naam               | Ploeg                   | Punten |
| Groene trui      | John Degenkolb     | Team Giant-Shimano      | 169    |
| 2                | Alejandro Valverde | Team Movistar           | 146    |
| 3                | Alberto Contador   | Tinkoff-Saxo            | 145    |
|                  |                    |                         |        |
| 9                | Jasper Stuyven     | Trek Factory Racing     | 71     |
| 18               | Wilco Kelderman    | Belkin-Pro Cycling Team | 36     |

| Bergklassement        |                    |                         |        |
| Plaats                | Naam               | Ploeg                   | Punten |
| Bolletjestrui (blauw) | Luis León Sánchez  | Caja Rural-Seguros RGA  | 58     |
| 2                     | Alberto Contador   | Tinkoff-Saxo            | 45     |
| 3                     | Alejandro Valverde | Team Movistar           | 40     |
|                       |                    |                         |        |
| 12                    | Wout Poels         | Omega Pharma-Quick-Step | 15     |
| 27                    | Bart De Clercq     | Lotto Belisol           | 4      |

1e etappe ·
2e etappe ·
3e etappe ·
4e etappe ·
5e etappe ·
6e etappe ·
7e etappe ·
8e etappe ·
9e etappe ·
10e etappe ·
11e etappe ·
12e etappe ·
13e etappe ·
14e etappe ·
15e etappe ·
16e etappe ·
17e etappe ·
18e etappe ·
19e etappe ·
20e etappe ·
21e etappe
Startlijst · Eindstanden · Afbeeldingen